# Třída Lampo (1960)
Třída Lampo byla třída rychlých útočných člunů italského námořnictva. Dle konkrétní mise mohly být vyzbrojeny jako dělové čluny, nebo torpédové čluny. Celkem byly postaveny dvě jednotky této třídy. Ve službě byly v letech 1963–1985. Byly to první italské válečné lodě poháněné plynovými turbínami.

## Stavba
Třída vznikla dalším vývojem útočného člunu Folgore. Celkem byly postaveny dvě jednotky této třídy. Jejich stavbu zajistila loděnice Arsenale Militare Marittimo di Taranto v Tarentu. Do služby byly přijaty v letech 1963–1965.
Jednotky třídy Lampo:
| Jméno                   | Založení kýlu      | Spuštěna na vodu   | Uvedena do služby | Osudy                                                                                 |
| ----------------------- | ------------------ | ------------------ | ----------------- | ------------------------------------------------------------------------------------- |
| Lampo (P491, ex MC491)  | 4. května 1958     | 22. listopadu 1960 | 27. dubna 1963    | Dokončen jako MC491, ale v září 1965 přejmenován na Lampo. Vyřazena 15. dubna 1985.   |
| Baleno (P492, ex MC492) | 22. listopadu 1960 | 10. června 1964    | 16. července 1965 | Dokončen jako MC492, ale v září 1965 přejmenován na Baleno. Vyřazena 31. května 1985. |

## Konstrukce

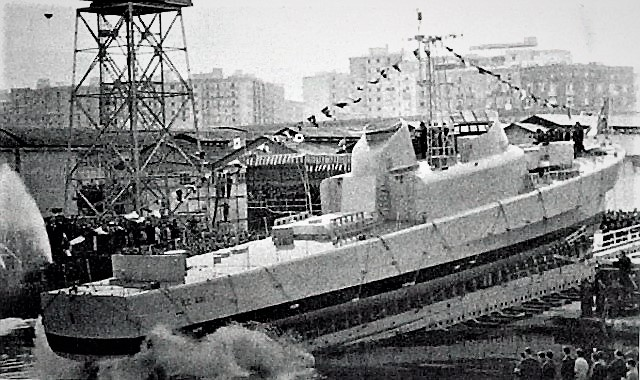
Spuštěna MC491 na vodu

Plavidla byla vybavena radarem. Složení výzbroje mohlo být upravováno dle typu mise. V roli dělového člunu nesly tři 40mm kanóny Breda typ 107. Jako torpédové čluny nesly jeden 40mm kanón Breda typ 107 a čtyři 533mm torpédomety, nebo dva 40mm kanóny Breda typ 107 a dva 533mm torpédomety. Pohonný systém měl koncepci CODAG. Tvořila jej plynová turbína Reggiane-Metrovick o výkonu 4500 hp a dva diesely Fiat, každý o výkonu 3345 hp, pohánějící tři lodní šrouby se stavitelnými lopatkami. Nejvyšší rychlost dosahovala 39 uzlů.